# Anthurium bocainense
Anthurium bocainense är en kallaväxtart som beskrevs av Eduardo Luis Martins Catharino och Marcus A. Nadruz. Anthurium bocainense ingår i släktet Anthurium och familjen kallaväxter. Inga underarter finns listade.